# 富木島村
富木島村（ふきしまむら）は、愛知県知多郡にかつてあった村。
現在の東海市の中心部（富木島町など）に該当する。
村名は、前身となった村の名から一文字ずつとった、合成地名である。

## 歴史
- 1878年（明治11年） - 富田村、姫島村、木庭村が合併し、富木島村となる。
- 1889年（明治22年）10月1日 - 町村制により、富木島村が発足。
- 1906年（明治39年）5月1日 - 名和村、荒尾村、富木島村が合併し、上野村が発足[1]。